# Judy Strong
Judy Strong, née le 26 mars 1960 à Northampton (Massachusetts), est une joueuse de hockey sur gazon américaine.

## Carrière
Judy Strong fait partie de l'équipe des États-Unis de hockey sur gazon féminin médaillée de bronze aux Jeux olympiques de 1984 à Los Angeles.